# Arcturina triangularis
Arcturina triangularis is een pissebed uit de familie Arcturidae. De wetenschappelijke naam van de soort is voor het eerst geldig gepubliceerd in 1957 door Barnard.